# Auf den Hesseln bei Naumburg
Auf den Hesseln bei Naumburg ist ein FFH- und Naturschutzgebiet in der hessischen Kleinstadt Naumburg im Landkreis Kassel.

## Allgemeines
Das Naturschutzgebiet mit der Gebietsnummer 1633040 ist 19,6 Hektar groß. Es ist praktisch deckungsgleich mit dem gleichnamigen FFH-Gebiet, dessen Größe mit rund 20 Hektar angegeben ist. Das Gebiet steht seit dem 23. Januar 1996 unter Naturschutz.

## Beschreibung
Das Naturschutzgebiet liegt südöstlich von Naumburg im Naturpark Habichtswald. Es umfasst Grünlandbereiche auf einem nach Süden und Osten exponierten Hang, die teilweise als Kalkmagerrasen ausgebildet sind, sowie einen Abschnitt des Tals des Ballenbachs. Im Norden des Naturschutzgebietes befindet sich ein aufgelassener Muschelkalksteinbruch. In die Grünländer sind stellenweise Gehölze eingestreut. Der Ballenbach wird von Gehölzen gesäumt.
Die Kalkmagerrasen werden traditionell mit Schafen beweidet. Die übrigen Grünländer werden als Mähwiese genutzt. Die artenreichen Magerrasen sind als Lebensraumtypen 6110 (Lückige Kalk-Pionierrasen) bzw. 6210 (Naturnahe Kalktrockenrasen und deren Verbuschungsstadien) ausgebildet. Hier siedeln unter anderem Milder Mauerpfeffer, Dunkles Hornkraut, Frühes Hungerblümchen, Feinblättrige Miere, Feldsteinquendel, Gewöhnlicher Natternkopf, Traubengamander sowie verschiedene Moose und Flechten bzw. Knäuelglockenblume, Gewöhnlicher Fransenenzian, Deutscher Fransenenzian, Feinblättrige Miere, Traubengamander, Großblütige Braunelle, Hügelmeier, Echter Thymian und Hornklee. In die Magerrasen sind zahlreiche Wacholderbüsche eingestreut.
Der Ballenbach wird von einem schmalen Bestand an Gehölzen aus Schwarzerle, Esche und verschiedenen Weiden begleitet, die dem Lebensraumtyp 91E0 (Auen-Wälder) zugeordnet sind. In der Krautschicht dominiert vielfach die Brennnessel, teilweise sind auch Hainsternmiere, Großes Hexenkraut, Waldziest, Wechselblättriges Milzkraut, Sumpfsegge und Waldsimse zu finden.
Die Kalkmagerrasen beherbergen verschiedene Tagfalter, darunter Hufeisenklee-Gelbling, Schachbrett, Waldbrettspiel, Silbergrüner Bläuling, Graubrauner Dickkopffalter und Kleiner Würfeldickkopffalter. Weiterhin wurde hier eine kleine Population der Zauneidechse nachgewiesen. Vorkommen der Kreuzkröte und der Gemeine Geburtshelferkröte, die ein temporäres Gewässer in einer Senke des Steinbruchs als Laichgewässer nutzten, sind möglicherweise erloschen. Im Bereich der Senke haben sich Binsen ausgebreitet, so dass das temporäre Gewässer nicht mehr als Laichgewässer geeignet ist.
Das Naturschutzgebiet ist nahezu vollständig von landwirtschaftlichen Nutzflächen umgeben. Im Osten grenzt es an eine Landesstraße.